# Lilburn Boggs
Lilburn Williams Boggs (Lexington, 14 dicembre 1796 – Napa, 14 marzo 1860) è stato un politico statunitense, sesto governatore del Missouri, dal 1836 al 1840.

È attualmente ricordato in larga misura principalmente per le sue relazioni con Joseph Smith e Porter Rockwell, e per l'ordine di sterminio emanato in risposta al conflitto in corso tra i membri della Chiesa di Cristo e gli altri coloni del Missouri. Boggs fu anche un protagonista chiave nella Guerra di Miele del 1837.

## Biografia
All'età di sedici anni partecipò alla guerra del 1812 tra le file delle truppe del Kentucky e successivamente combatté nella battaglia di Tippecanoe. Nel 1816, all'età di diciotto anni, si trasferì a St. Louis, allora parte del Territorio della Louisiana, dove aprì un emporio . Stabilitosi nella Contea di Greenup Kentucky, Boggs nel 1817 entrò come cassiere nella Bank of Missouri e sposò la prima moglie, Julia Ann Bent (1801–1820), sorella di William e Charles Bent, celebri pionieri e fondatori del Bent's Old Fort, il massiccio complesso lungo la Santa Fe Trail, e figlia del giudice della Supreme Court of Missouri, Silas Bent. Nel 1818, Boggs si trasferì con la famiglia a ovest del  fiume Missouri, per entrare a far parte della nascente comunità in espansione di Franklin, allora crocevia per il commercio delle pelli lungo la Rocky Mountain. Nel 1820, venne nominato sovrintendente dal governo americano per il commercio di beni governativi con le popolazioni native americane presso Fort Osage, tuttavia, le pessime condizioni di salute di sua moglie Julia Anne, lo costrinse a fare ritorno a St. Louis dove quest'ultima morì il 21 settembre 1820, a causa delle complicazioni provocate dal parto del loro secondo figlio. Dopo la morte di sua moglie, Boggs fece ritorno alla sua precedente attività nei pressi di Fort Osage, fino al 1822, aprendo un'attività commerciale nei pressi di Sibley.

Grazie ai numerosi viaggi intrapresi per i suoi commerci, Boggs raggiunse numerose località e diventando così una figura molto conosciuta nella regione, cosa che lo avrebbe in seguito molto aiutato nel suo ingresso in politica.  Nel luglio del 1823, Boggs si unì in seconde nozze con Panthea Boone, nipote del celebre esploratore Daniel Boone, dalla quale ebbe dieci figli.
. Tre anni dopo, Boggs si trasferì nuovamente con la famiglia per proseguire la sua attività commerciale nel nuovo centro in espansione di Independence. Subito dopo essersi trasferito, Boggs tentò l'ingresso in politica concorrendo per il Senato del Missouri, dove venne eletto con un'alta quantità di consensi elettorali. Ricoprì questa carica dal 1825 al 1832, vincendo con facilità anche la seconda tornata elettorale del 1828, concorrendo per il Partito Democratico statunitense, all'interno del quale entrò in stretti rapporti di alleanza politica con il senatore Thomas Hart Benton.

Grazie alla sua lealtà al partito e alla sua popolarità pregressa nella regione occidentale dello stato, Boggs venne scelto dal Partito Democratico come candidato vice-Governatore al fianco del candidato a Governatore, Daniel Drunklin nel 1832. Entrambi vennero eletti con ampia maggioranza.

## il Missouri Executive Order 44 del 1838
Eletto 6º governatore del Missouri, Boggs fu protagonista dell'emanazione del Missouri Executive Order 44, proclamato il 27 ottobre 1838, noto anche con il nome di ordine di sterminio, con il quale si intimava a tutti i fedeli di religione mormone di abbandonare lo Stato del Missouri nell'arco di 48 ore, pena l'uccisione per i contravventori. Ciò scatenò una violenta ondata di uccisioni da parte di truppe della milizia contro gli insediamenti abitati dai Mormoni. Il 30 ottobre, una milizia di circa 200 uomini prese d'assalto l'insediamento mormone di Haun's Mill, nella Contea di Livingston, uccidendo 18 persone tra uomini e ragazzi. 

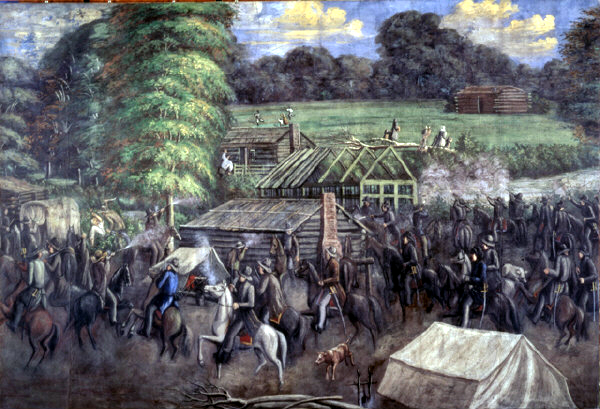
Dipinto di Carl Christian Anton Christensen sul massacro di Haun's Mill, conservato presso il Brigham Young University Museum of Art

Altri gruppi di milizia si concentrarono nell'arresto delle figure di spicco tra i Mormoni, tra i quali il fondatore Joseph Smith. Il generale della milizia, Samuel Lucas ordinò al generale Alexander Doniphan di giustiziare Smith e tutti gli altri arrestati, ma quest'ultimo si rifiutò di eseguire l'ordine ricevuto. 

Anche se la legittimità dell'ordinanza di Boggs fu oggetto di aspro dibattito, il suo fine politico raggiunse lo scopo, dal momento che la maggior parte della comunità mormone nello Stato del Missouri abbandonò il suo territorio in massa. Di fatto l'ordine fu revocato solamente il 25 giugno 1976 dall'allora Governatore del Missouri Christopher Samuel Bond, con la dichiarazione di scuse formali nei confronti della comunità mormone.